# Зелимхан (село)
Зелимхан (азерб. Zəlimxan) — село в Зелимханском административно-территориальном округе Акстафинского района Азербайджана.

## Этимология
Имя селу дано в честь убитого в первые годы советской власти милиционера Зелимхана Салимова.

## История
С 24 января 1939 года село входило в состав Акстафинского района, который 4 декабря 1959 года был ликвидирован, а населённый пункт передан в соста в Казахского района.
Согласно административному делению 1961 и 1977 года село Зелимхан входило в Еникендский сельсовет  Казахского района Азербайджанской ССР.
24 апреля 1990 года село передано в состав новообразованного Акстафинского района. 
8 июня 1999 года из части Ашагы-Кесаманского административно-территориального округа создан Зелимханский АТО.
В 1999 году в Азербайджане была проведена административная реформа и внутри Зелимханского административно-территориального округа был учреждён Зелимханский муниципалитет Акстафинского района.

## География
Село находится в 10 км от районного центра Акстафа и в 450 км от Баку. Ближайшая железнодорожная станция — Шакарлы.
Село находится на высоте 303 метра над уровнем моря.

## Население
| Численность населения | Численность населения | Численность населения |
| 1976                  | 1999                  | 2009                  |
| --------------------- | --------------------- | --------------------- |
| 1120                  | ↘1023                 | ↗1269                 |

Население преимущественно занимается виноградарством и животноводством.

## Климат
Среднегодовая температура воздуха в селе составляет +14,2 °C. В селе полупустынный климат.

## Инфраструктура
В селе расположены средняя школа, клуб, библиотека, медицинский пункт.
Первый корпус полной средней школы им. А. Асимоглу построен в 1930 году, второй корпус — в 1988 году. Здание пришло в негодное состояние. 
В сентябре 2024 года введено в эксплуатацию новое здание школы им. А. Асимоглу на 220 ученических мест. Здание состоит из трёх этажей. В школе 12 классных комнат, физическая и химическая лаборатории, кабинеты информатики, медицины, библиотека, актовый и спортивный залы, открытая спортивная площадка.